# 伊丹市立桜台小学校
伊丹市立桜台小学校（いたみしりつ さくらだいしょうがっこう）は、兵庫県伊丹市中野西4丁目に所在する公立小学校。

## 沿革
- 1956年（昭和31年）4月1日 - 伊丹市立稲野小学校から分離して開校。
- 1961年（昭和36年）6月1日 - 同日を学校創立記念日と制定する。

## 通学区域
- 鴻池2丁目（8番（3号を除く）～12番）、中野北、中野西、中野東（1丁目（1番地～106番地、245番地～259番地、272番地～298番地、303番地を除く）、2丁目（1番地～98番地、196番地～202番地、206番地、218番地～228番地、376番地、377番地、400番地を除く）、3丁目）、西野（1丁目（317番地1、2、422番地～458番地、470番地～476番地を除く）、2丁目、3丁目（74番地～80番地、92番地～171番地、250番地を除く））[1]

※卒業後は基本的に伊丹市立天王寺川中学校に進学する。

## 通学区域が隣接している学校
- 伊丹市立池尻小学校
- 伊丹市立花里小学校
- 伊丹市立稲野小学校
- 伊丹市立鴻池小学校
- 宝塚市立安倉小学校